# Otto Strauß (Politiker, 1870)
Otto Strauß (* 2. März 1870 in Berlin; † 1938 ebenda) war ein deutscher Politiker (Wirtschaftspartei).

## Leben
Nach dem Besuch der Volksschule und des Friedrich-Werderschen Gymnasiums absolvierte Strauß eine Kaufmannslehre in Berlin. Anschließend war er in verschiedenen Branchen tätig. 1900 machte er sich als Gastwirt selbständig. 1906 wurde er zum Vorsitzenden des Verbandes der Saft- und Schankwirte für Berlin und die Provinz Brandenburg gewählt. Daneben übernahm er Aufgaben als Gerichtssachverständiger im Bezirk des Kammergerichts. Später wurde er auch Mitglied des Reichswirtschaftsgerichtes. Außerdem ließ Strauß sich in den Bezirksausschuss von Berlin wählen. In der Zeit der Weimarer Republik begann Strauß sich in der Reichspartei des deutschen Mittelstandes (Wirtschaftspartei) zu engagieren. Auf Reichswahlvorschlag saß er von Mai 1924 bis September 1930 drei Wahlperioden lang als Abgeordneter im Reichstag (Weimarer Republik).